# Trofeo Matteotti 1981
Il Trofeo Matteotti 1981, trentaseiesima edizione della corsa, si svolse il 14 giugno 1981 su un percorso di 230 km. La vittoria fu appannaggio dello svedese Alf Segersäll, che completò il percorso in 6h13'14", precedendo gli italiani Sergio Santimaria e Gianbattista Baronchelli.

## Ordine d'arrivo (Top 10)
| Pos. | Corridore                | Squadra               | Tempo    |
| ---- | ------------------------ | --------------------- | -------- |
| 1    | Alf Segersäll            | Bianchi-Piaggio       | 6h13'14" |
| 2    | Sergio Santimaria        | Selle San Marco       | a 1'24"  |
| 3    | Gianbattista Baronchelli | Bianchi-Piaggio       | a 3'05"  |
| 4    | Moreno Argentin          | Sammontana-Benotto    | s.t.     |
| 5    | Wladimiro Panizza        | Gis Gelati-Campagnolo | s.t.     |
| 6    | Alfio Vandi              | Selle San Marco       | s.t.     |
| 7    | Mario Beccia             | Santini-Selle Italia  | s.t.     |
| 8    | Franco Conti             | Selle San Marco       | a 5'00"  |
| 9    | Antonio D'Alonzo         | Selle San Marco       | a 13'14" |
| 10   | Salvatore Maccali        | Sammontana-Benotto    | a 13'20" |